# Bill Evans
William John Evans, známý spíše jako Bill Evans (16. srpna 1929, Plainfield, New Jersey – 15. září 1980, New York, New York) byl jeden z nejznámějších a nejvlivnějších amerických jazzových pianistů 20. století a mnohonásobný držitel ceny Grammy. Jeho harmonické cítění a jeho nová a často překvapivá interpretace jazzových standardů měly vliv na celé generace pianistů. Mezi nimi byly takoví jako Herbie Hancock, Chick Corea, Keith Jarrett, ale také kytaristé Lenny Breau či Pat Metheny. Evansovo hraní budí nadšení i v současné generaci pianistů. Jako svou inspiraci ho uvádějí takoví jako Fred Hersch, Esbjörn Svensson, Bill Charlap, Geoffrey Keezer nebo Lyle Mays.

## Padesátá léta
Začátkem padesátých let si Evans získal první uznání jako spoluhráč různých newyorských jazzových ansámblů, které hrály hudbu na pomezí jazzu a klasiky. V této době měl Evans příležitost nahrávat s nejlepšími jazzovými hráči padesátých let. Největší vliv na jeho pozdější tvorbu měla ovšem spolupráce se skladatelem a hudebním teoretikem Georgem Rusellem. Z jejich vzájemné spolupráce vzešla také známá alba Concerto for Billy the Kid a All about Rosie. V padesátých letech nahrával Bill Evans také s Charlesem Mingusem, Oliverem Nelsonem a Art Farmerem. V roce 1956 nahrál své první sólové album, které se jmenovalo New Jazz Conceptions a na kterém je originální verze slavné skladby Waltz for Debby.
V roce 1958 si Evanse (jako jediného bílého muzikanta) najal Miles Davis a vznikl tak slavný Miles Davis Sextet. Ačkoli jejich vzájemná spolupráce netrvala dlouho (ani ne osm měsíců), byla to i přesto jedna z nejplodnějších v celé jazzové historii. Evansovo pojetí jazzové improvizace na Davise velmi zapůsobilo a Davis pak postupně měnil svůj přístup k vedení svého ansámblu. Evansova snaha o vlastní sólovou práci a také přibývající problémy s užíváním drog ho vedly k tomu, aby Davisův Sextet brzy opustil. Naštěstí se pak ale ještě jednou k Davisovu Sextetu přidal. Miles Davis ho požádal, aby se zúčastnil nahrávání desky Kind of Blue, která je dnes považována za jazzovou klasiku. Evansův vliv na tomto albu byl dlouho přehlížen. Jednak je spoluautorem skladby Blue in Green, jednak dokázal geniálně rozvinout jednu figuru v písni Flamengo Sketches, kterou vydal pod názvem Peace Piece na svém albu Everybody Digs Bill Evans.
Na konci padesátých let zakládá Bill Evans své vlastní trio.

## Diskografie

### U vydavatele Riverside Records
- New Jazz Conceptions (1956)
- Everybody Digs Bill Evans (1958)
- Green Dolphin Street (1959, vydáno až v sedmdesátých letech)
- Portrait in Jazz (1959)
- Explorations (album)|Explorations (1961)
- Sunday at the Village Vanguard (1961)
- Waltz for Debby (1961)
- How My Heart Sings! (1962)
- Interplay (1962)
- Moon Beams (1962)
- The Solo Sessions (dvojdeska 1963)
- At Shelly's Manne Hole (1963)
- Waltz for Debby (with Monica Zetterlund) (1964)

### U vydavatele United Artists Records
- The Ivory Hinters (s Bobem Brookmeyerem (piano)) (1959)
- Undercurrent s Jimem Hallem (1963)

### U vydavatele Verve Records
- Empathy (1962)
- Conversations With Myself (1963)
- Trio '64 (1964)
- Trio Live (1964)
- Trio '65 (1965)
- Bill Evans Trio with Symphony Orchestra (1965)
- Bill Evans at Town Hall (1966)
- Intermodulation (s Jimem Hallem) (1966)
- A Simple Matter of Conviction (1966)
- Further Conversations with Myself (1967)
- California Here I Come (1967)
- Bill Evans at the Montreux Jazz Festival (1968)
- Bill Evans Alone (1968)
- What's New (1969)
- Alone (1969)

### U vydavatele MPS Records
- Symbiosis (1974)

### U vydavatele Warner Bros. Records
- New Conversations (1978)
- Affinity (1978)
- We Will Meet Again (1979)
- You Must Believe in Spring (1980)